# Saguaro National Park
Saguaro National Park is een nationaal park in de Amerikaanse Sonorawoestijn, in de staat Arizona. Bestuurlijk gezien ligt het in Pima County. Het park bestaat uit twee delen; het ene deel ligt 32 kilometer ten oosten van Tucson, het andere deel ligt 24 kilometer ten westen van het centrum van die stad. Het park dankt zijn naam aan de saguaro, een reuzencactus die veel in dit gebied voorkomt.
Sinds 1933 wordt het gebied beschermd als nationaal monument. Sinds 14 oktober 1994 is het gebied verheven tot nationaal park. Volgens de National Park Service trok het park in 2010 717.614 bezoekers.

## Flora en fauna
In het park komen meer dan duizend inheemse plantensoorten voor. De bloem van de saguaro is een symbool van Arizona. Bloei vindt plaats tussen april en juni tijdens de nacht en vroege ochtend als de temperatuur nog steeds laag is. De cactus kan meer dan 15 meter hoog worden. In de dorre omgeving komen naast de saguaro vele andere cactussoorten voor.
Coyotes en halsbandpekari's zijn de meest voorkomende grote dieren in het park. Carnivoren worden vertegenwoordigd door poema's en zwarte beren. Laatstgenoemden komen voor in de hoger gelegen delen van het park, daar waar ook het witstaarthert leeft. Kleinere roofdieren die voorkomen zijn de rode lynx, kitvos, grijze vos, katfret, wasbeer, witsnuitneusbeer, zilverdas en meerdere soorten stinkdieren. Daarnaast leven er verschillende soorten konijnen, en diverse soorten eekhoorns.
Er zijn ongeveer tweehonderd vogelsoorten waargenomen, waarvan sommige in groten getale voorkomen zoals de winterkoning. Daarnaast komen er vele kolibries en renkoekoeken voor, die eigenlijk beter kunnen lopen dan vliegen. Onder de exotische bewoners van het park bevinden zich de woestijnschildpad, de woestijnleguaan, het gilamonster en meerdere soorten ratelslangen, vogelspinnen en schorpioenen.

## Klimaat
De temperatuur kan in de zomer oplopen tot boven de 40 °C in de schaduw, terwijl het in de avond afkoelt tot een gemiddelde van 22 °C. De gemiddelde temperatuur in de winter is 19 °C overdag en 4 °C 's nachts. De gemiddelde jaarlijkse neerslag is minder dan 300 mm. Saguaro National Park ligt in een gebied met een woestijnklimaat.
| Maand                    | jan | feb | mrt | apr | mei | jun | jul | aug | sep | okt | nov | dec | Jaar      |
| ------------------------ | --- | --- | --- | --- | --- | --- | --- | --- | --- | --- | --- | --- | --------- |
| hoogste maximum (°C)     | 31  | 31  | 36  | 40  | 42  | 46  | 46  | 44  | 42  | 39  | 35  | 31  | 46 (1994) |
| gemiddeld maximum (°C)   | 18  | 21  | 23  | 27  | 32  | 38  | 38  | 37  | 35  | 29  | 23  | 19  | 28        |
| gemiddeld minimum (°C)   | 4   | 6   | 8   | 11  | 16  | 21  | 24  | 23  | 20  | 14  | 8   | 4   | 13        |
| laagste minimum (°C)     | -6  | -6  | -3  | -3  | 7   | 11  | 13  | 14  | 8   | 3   | -3  | -5  | -6 (1985) |
| gemiddelde neerslag (mm) | 24  | 27  | 28  | 7   | 5   | 5   | 52  | 65  | 31  | 28  | 18  | 28  | 318       |

## Afbeeldingen

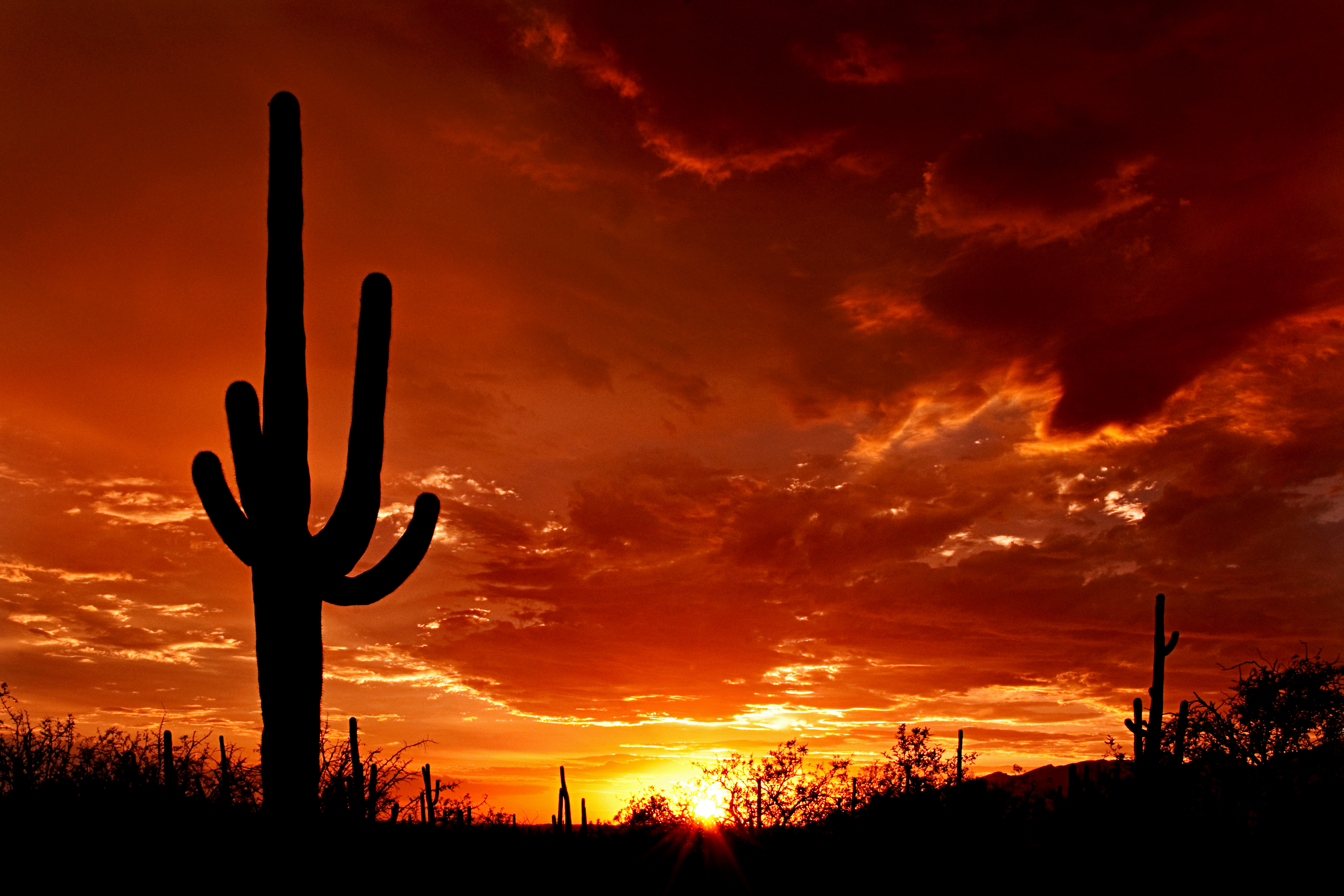
Het park bij zonsondergang
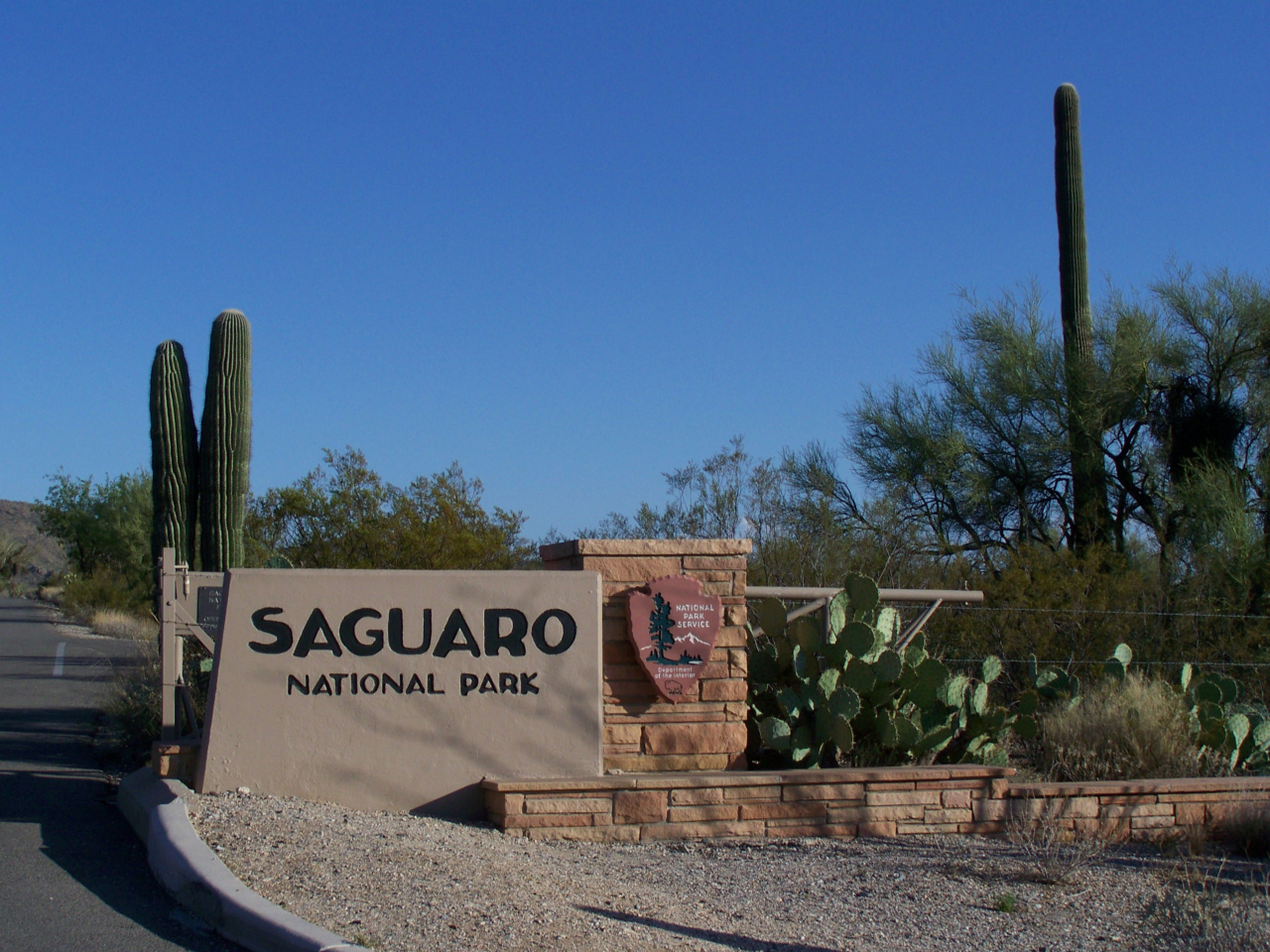
Ingang van het park